# Giuseppe Carillo
Giuseppe Carillo (Ascoli Piceno, 24 maggio 1965) è un allenatore di calcio ed ex calciatore italiano, di ruolo centrocampista.

## Carriera

### Giocatore
Cresciuto nel vivaio dell'Ascoli, esordisce in Serie A il 10 febbraio 1985 nella vittoria interna con la Sampdoria. Rimane in bianconero per cinque stagioni nella massima serie, impegnato come mediano di rottura o jolly di centrocampo.
Nel 1990 viene prelevato dal Torino, dove disputa una stagione che vede i granata approdare alla zona UEFA e conquistare la Coppa Mitropa 1991, realizzando il gol decisivo in finale al 119' dei tempi supplementari. Una serie di infortuni lo costringe a ricominciare dalla Serie B, con diverse società: nell'autunno 1991 passa al Venezia, l'anno successivo è alla Ternana. Nel 1993 si trasferisce alla Fidelis Andria, dove è colpito da un nuovo infortunio che rischia di farlo smettere di giocare, saltando la prima parte della stagione 1994-1995. Nel febbraio 1995 riparte dalla Maceratese, con cui retrocede dalla Serie C2 ai play-out; vi rimane fino al 1998, con l'intermezzo di una stagione nella Santegidiese, in Serie D.
Chiuse la carriera nel Chieti con cui disputa dal 1998 al 2000 due campionati di Serie C2. 
Inizia l'attività di allenatore come vice di Gabriele Morganti e poi Piero Braglia, sulla panchina del Chieti. A partire dalla stagione 2002-2003 è il vice di Giuseppe Iachini (anche lui ascolano), sulle panchine di Cesena, Vicenza, Piacenza, Chievo Verona, Brescia, Sampdoria Siena , Palermo, Udinese, Sassuolo, Empoli, Fiorentina e Parma.

## Palmarès

### Giocatore

#### Competizioni nazionali
- Campionato italiano di Serie B: 1

Ascoli: 1985-1986

#### Competizioni internazionali
- Coppa Mitropa: 2

Ascoli: 1986-1987
Torino: 1991